# Anthracites usambaricus
Anthracites usambaricus är en insektsart som beskrevs av Sjöstedt 1913. Anthracites usambaricus ingår i släktet Anthracites och familjen vårtbitare. Inga underarter finns listade i Catalogue of Life.